# Prix littéraires au Japon
 (août 2016).
Si vous disposez d'ouvrages ou d'articles de référence ou si vous connaissez des sites web de qualité traitant du thème abordé ici, merci de compléter l'article en donnant les références utiles à sa vérifiabilité et en les liant à la section « Notes et références ».
Il existe un très grand nombre de prix littéraires au Japon, et ce dans de nombreux domaines. La liste ci-dessous en présente un certain nombre.

## Prix généraux
- Prix Noma de littérature (野間文芸賞, Noma bungei shō?, depuis 1941)
- Prix Mainichi de la culture (毎日出版文化賞, Mainichi shuppan bunka shō?, depuis 1947)
- Prix Mainichi des arts (毎日芸術賞, Mainichi Geijutsu shō?, depuis 1959)
- Prix Yomiuri (読売文学賞, Yomiuri bungaku shō?, depuis 1949)
- Prix des beaux arts (芸術選奨賞, Geijutsu shinjin shō?, depuis 1950)
- Prix de l'Association du haïku moderne (現代俳句協会賞, Gendai haiku kyōkai shō?, depuis 1947)
- Prix Jun'ichirō Tanizaki (谷崎潤一郎賞, Tanizaki Jun'ichirō shō?, depuis 1965)
- Prix Kyōka Izumi (泉鏡花文学賞, Izumi Kyōka bungaku shō?, depuis 1973)
- Prix Kawabata (川端康成文学賞, Kawabata Yasunari bungaku shō?, depuis 1974)
- Prix Jirō Osaragi (大佛次郎賞, Osaragi Jirō shō?, depuis 1974)
- Prix Murasaki Shikibu (紫式部文学賞, Murasaki Shikibu bungaku shō?, depuis 1991)
- Prix Rennyo (蓮如賞, Rennyo shō?, depuis 1994)
- Prix Ryōtarō Shiba (司馬遼太郎賞, Shiba Ryōtarō shō?, depuis 1998)
- Prix Shinran (親鸞賞, Shinran shō?, depuis 2000)
- Prix des libraires (本屋大賞, Hon'ya daishō?, depuis 2004)
- Prix Grimm international (国際グリム賞, Kokusai Gurimu shō?)
- Prix Sakunosuke Oda (織田作之助大賞, Oda Sakunosuke shō?, depuis 2006)
- Prix Kenzaburō Ōe (大江健三郎賞, Ōe Kenzaburō shō?, depuis 2007)
- Prix Asahi (朝日賞, Asahi-shō?, depuis 1929)
- Prix Bunkamura des Deux Magots (Bunkamuraドゥマゴ文学賞, Bunkamura Du Mago bungaku shō?, depuis 1990)
- Prix Chūōkōron Shinjin (中央公論新人賞?, depuis 1956)
- Prix Chūōkōron (中央公論文芸賞, Chūōkōron Bungei shō?, depuis 2006)
- Prix Edogawa Ranpo (江戸川乱歩賞, Edogawa Ranpo shō?, depuis 1955)
- Prix de littérature féminine (Joryū Bungakusha shō, 女流文学者賞?, depuis 1946)
- Grand prix de littérature japonaise (日本文学大賞, Nihon Bungaku Tai shō?, de 1969 à 1988)
- Prix Sakutarō Hagiwara (萩原朔太郎賞, Hagiwara-Sakutarō shō?, depuis 1993)
- Prix Taiko Hirabayashi (平林たい子文学賞, Hirabayashi Taiko Bungaku shō?, de 1973 à 1997)
- Prix Shinzaburō Iketani (池谷信三郎賞, Iketani Shinzaburō shō?, depuis 1936)
- Prix Sei Itō (伊藤整文学賞, Itō Sei Bungaku shō?, depuis 1990)
- Prix Kyōka Izumi (泉鏡花文学賞, Izumi Kyouka Bungaku shō?, depuis 1973)
- Prix Kan-Kikuchi (菊池寛賞, Kikuchi Kan shō?, depuis 1938)
- Prix Kunio Kishida (岸田國士戯曲賞, Kishida Kunio Gikyoku shō?, depuis 1955)
- Prix Shōhei-Kiyama (木山捷平文学賞, Kiyama Shōhei Bungaku shō?, de 1997 à 2005)
- Prix de l'Oiseau rouge (赤い鳥文学賞?, Akai-Tori-Bungaku shō)
- Prix Noma de publication en Afrique (野間アフリカ出版賞, Noma Afurika Shuppan shō?, de 1980 à 2009)
- Prix de l'Académie japonaise des arts (日本芸術院賞, Nihon Geijutsuin shō?, depuis 1943)
- Prix Jun Takami (高見順賞, Takami Jun shō?, depuis 1971)
- Prix Takiji-Yuriko (多喜二・百合子賞, Takiji-Yuriko shō?, de 1969 à 2005)
- Prix Toshiko Tamura (田村俊子賞, Tamura Toshiko shō?, de 1961 à 1977)
- Prix Kenjirō Tsukahara (塚原健二郎文学賞, Tsukahara Kenjirō Bungaku shō?, de 1978 à 1991)

## Prix pour une première œuvre, décernés par un jury
- Prix Ryūnosuke Akutagawa (芥川龍之介賞, Akutagawa Ryūnosuke shō?, depuis 1935)
- Prix des beaux arts du débutant (芸術選奨新人賞, Geijutsu shinjin shō?, depuis 1967)
- Prix Noma de littérature du débutant (野間文芸新人賞, Noma bungei shinjin shō?, depuis 1979)
- Prix Yukio Mishima (三島由紀夫賞, Mishima Yukio shō?, depuis 1988)

## Prix pour une première œuvre, décernés par le public
- Prix Bungakukai du débutant (文學界新人賞, Bungaku kai shinjin shō?, depuis 1955)
- Prix Gunzō de littérature du débutant (群像新人文学賞, Gunzo shinjin bungaku shō?, depuis 1958)
- Prix Bungei (文藝賞, Bungei shō?, depuis 1962)
- Prix Osamu Dazai (太宰治賞, Dazai Osamu shō?, de 1965 à 1978, puis depuis 1999)
- Prix Shinchō du débutant (新潮新人賞, Shinchō shinjin shō?, depuis 1969)
- Prix Subaru de littérature (すばる文学賞, Subaru bungaku shō?, depuis 1977)
- Prix jeunesse Sakunosuke Oda (織田作之助青春賞, Oda Sakunosuke shō?, depuis 1984)

## Prix de littérature populaire
- Prix Sanjūgo Naoki (直木三十五賞, Naoki Sanjūgo shō?)
- Prix Subaru pour un premier roman (小説すばる新人賞, Shōsetsu Subaru shinjin shō?)
- Prix Seiun (星雲賞, Seiun shō?)
- Grand prix Nihon SF (日本SF大賞, Nihon SF tai shō?)
- Prix Sense of Gender (センス・オブ・ジェンダー賞, Sensu obu jendā shō?)
- Grand prix Fantasy Novel du Japon (日本ファンタジーノベル大賞, Nihon fantajī noberu tai shō?)
- Light Novel Award (ライトノベルアワード, Raito noberu awādo?)
- Grand prix du roman Dengeki (電撃小説大賞, Dengeki shōsetsu tai shō?)
- Prix Super Dash du jeune romancier (スーパーダッシュ小説新人賞, Sūpā dasshu shōsetsu shinjin shō?)